# Kostel Panny Marie Sněžné (Andělská Hora)
Kostel Panny Marie Sněžné v Andělské Hoře je římskokatolický filiální kostel v části obce Chrastava – Andělská Hora v Libereckém kraji. Nachází se na návrší jižně od středu obce. Do dnešní pozdně empírové podoby byl kostel přestavěn roku 1833. Je chráněn jako kulturní památka České republiky.

## Architektura

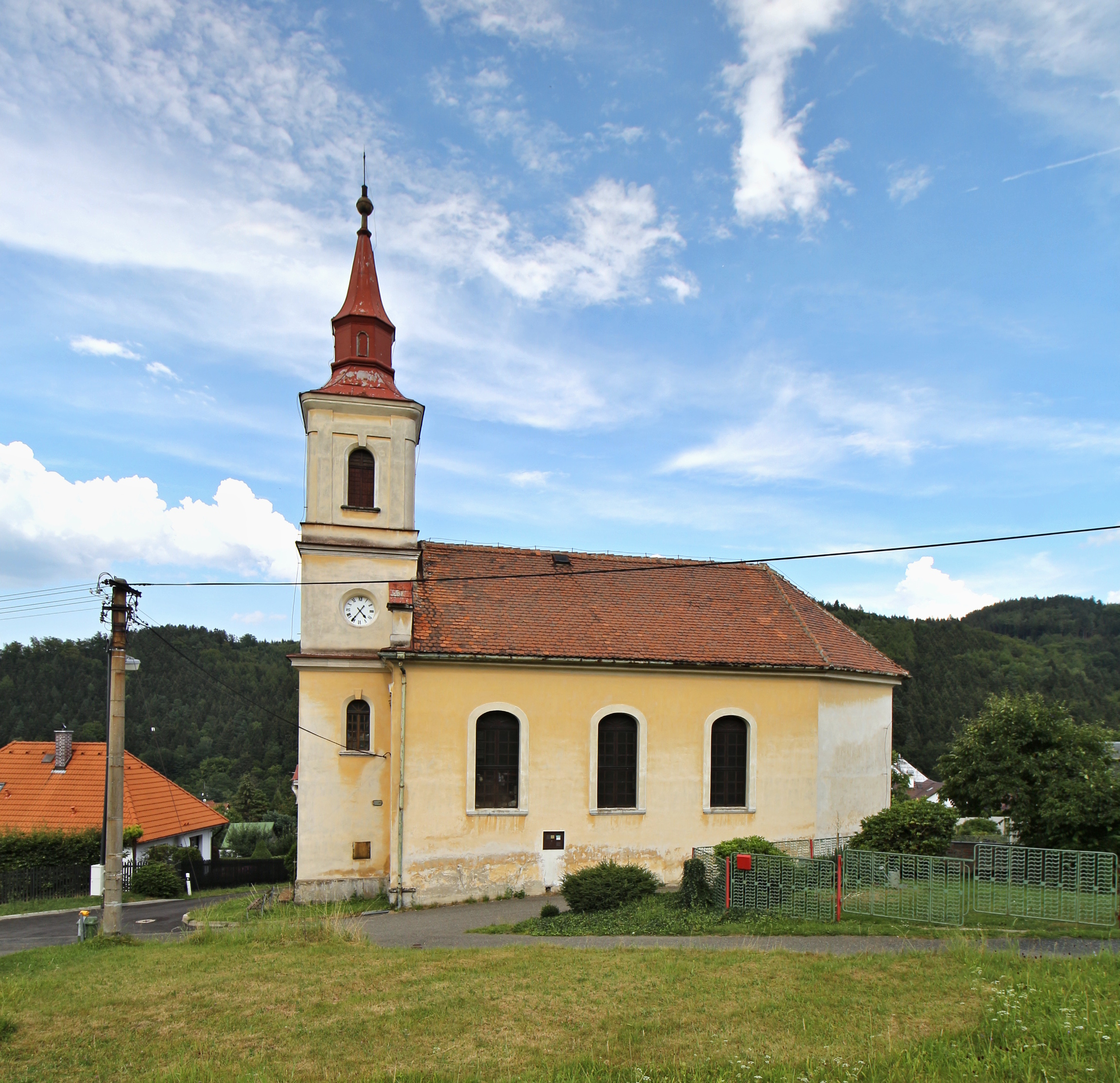
Kostel Panny Marie Sněžné od západu

Kostel je zděný, jednolodní, obdélný, uzavřený trojbokým presbytářem. Střecha kostela je sedlová, krytá taškami bobrovkami. Před západní průčelí předstupuje hranolová věž členěná pilastry a zakončená jehlancovou střechou, datovanou do roku 1838, s makovicí a křížem. Ve věži se nachází hlavní vstup, který je zasazený do pravoúhlého portálu s ozdobnou profilací a mohutnými patkami. Na portálem se zvedá trojúhelný tympanon nesený dvěma volutovými konzolami. Nad ním se v ose v hluboké špaletě s plastickým klenákem nachází půlkruhově zakončené okno, před kterým je socha sv. Jana Nepomuckého. Kostel má vysoká okna, která jsou o třech osách. Uvnitř kostela je plochý strop. Kostel je uvnitř prázdný a slouží od roku 2001 jako ateliér a výstavní síň. Původní zařízení bylo převezeno do Chrastavy.